# Log, Mokronog - Trebelno
Log je naselje v Občini Mokronog - Trebelno.